# 托雷斯韋德拉什
托雷斯韋德拉什（Torres Vedras）是葡萄牙的一座城市。在行政區劃上屬於里斯本區。位於里斯本北部約50公里處。面積407.1平方公里。托雷斯韋德拉什的人口有75,494人。

此地是香港無線電視 在這裏拍攝溏心風暴3的拍攝場地。